# أغتشة ريش (هشترود)
أغتشة ريش هي قرية في مقاطعة هشترود، إيران. عدد سكان هذه القرية هو 39 في سنة 2006.